# Ростково (Пшасниський повіт)
Ростково (пол. Rostkowo) — село в Польщі, у гміні Черниці-Борові Пшасниського повіту Мазовецького воєводства.
Населення — 346 осіб (2011).
У 1975-1998 роках село належало до Цехановського воєводства.

## Демографія
Демографічна структура станом на 31 березня 2011 року:
|          | Загалом | Допрацездатний вік | Працездатний вік | Постпрацездатний вік |
| -------- | ------- | ------------------ | ---------------- | -------------------- |
| Чоловіки | 168     | 28                 | 122              | 18                   |
| Жінки    | 178     | 40                 | 90               | 48                   |
| Разом    | 346     | 68                 | 212              | 66                   |